# Custo Dalmau
Custo Dalmau (Àngel Custodi Dalmau i Salmón) (Tremp, Pallars Jussà, 28 d'abril de 1959) és un dissenyador de moda català creador de populars samarretes estampades de la marca Custo Barcelona de la qual és propietari.
Nascut a Tremp, als cinc anys la seva família es va moure al barri de Gràcia de Barcelona, on Custo va passar la seva infància i adolescència, al costat dels seus germans David, 3 anys més petit que ell, i la Roser, tres anys més gran. A deu anys fou campió de Catalunya en gimnàstica esportiva. Més tard va començar a estudiar arquitectura al campus de Bellaterra. En aquesta època universitària viatjà amb el seu germà David als Estats Units, on visitaren en moto llocs com Califòrnia, on s'inspiraren en la moda surfera. En tornar a Barcelona va començar a dissenyar les seves pròpies samarretes. Custo Dalmau va començar la fabricació de samarretes amb l'empresa Meyba, sota la marca Custo Line, però després d'onze anys se'n van separar i el 1996 van crear una companyia independent anomenada Custo Barcelona. L'èxit de la companyia començà en poder col·locar les seves peces de roba en algunes botigues de Los Angeles freqüentades per estrelles de Hollywood. Les peces també aparegueren en diversos capítols de les sèries americanes Friends i Sex and the City, i les van portar actors com Claudia Schiffer, Julia Roberts, Natalie Portman, Penélope Cruz, Victoria Abril, Madonna o Brad Pitt.
La marca és habitual a la New York Fashion Week.

## Caràcter
És una persona autodidàctica, positiva, alegre i que pensa que tot és possible. Des de sempre ha treballat molt ja sigui amb resultats negatius que amb molt d'esforç es convertien en positius.
Gràcies a la gimnàstica artística va aprendre la disciplina i que tot és possible d'aconseguir a base de sacrifici.

## Premis i distincions
- 2011: Premi Internacional Ciutat de Lleida (concedit per haver projectat la ciutat de Lleida al món amb la desfilada de la seva col·lecció de moda a la Seu Vella el 2008 i per la seva voluntat de continuar-ho fent)